# Dante Alighieri (Schiff, 1913)
Die Dante Alighieri war das erste Schlachtschiff der italienischen Regia Marina, das nach der Dreadnought gebaut wurde. Sie wurde 1913 in Dienst gestellt, kam im Ersten Weltkrieg zum Einsatz und wurde 1928 abgewrackt.

## Geschichte

### Planung
Der Chefkonstrukteur der italienischen Marine, Vittorio Cuniberti, veröffentlichte 1903 sein Konzept eines „ideal battleship for the British Navy“. Mit diesem hatte er jedoch die britische Marine im Sinn, einerseits durch die Benennung, andererseits durch die Veröffentlichung in einem britischen Buch. Dieser Entwurf war den bisherigen Einheitslinienschiffen einerseits in Hinblick auf die Bewaffnung, andererseits hinsichtlich der Geschwindigkeit, die mit 24 Knoten (1 Knoten = 1,852 km/h) etwa 5 Knoten über der der Einheitslinienschiffe lag, überlegen. Die britische Marine setzte es in abgewandelter Form mit der Dreadnought von 1905 um. In Italien konnte Cuniberti erst 1907/1908 ein solches Schlachtschiff beginnen, da Italien einige Jahre zuvor eine Klasse von 4 Einheitslinienschiffen in Bau gab. Der dann fertiggestellte Entwurf sah ein Schlachtschiff vor, das einerseits mit 23 Knoten ähnlich schnell sein sollte wie sein Urentwurf, andererseits mit 12 30,5-cm-Geschützen, die über die Breitseiten feuern können, schwer bewaffnet, jedoch nur relativ schwach gepanzert. Bewilligt wurde er mit dem Haushalt von 1907.

### Bau
Die Dante Alighieri wurde am 6. Juni 1909 bei Cant. di Castellamare di Stabia auf Kiel gelegt, am 20. August 1910 vom Stapel gelassen und am 15. Januar 1913 in Dienst gestellt. Die Bauzeit betrug etwa 3 ½ Jahre, die Baukosten 65 Mio. Lire. Benannt wurde sie nach dem Dichter und Autor der Göttlichen Komödie Dante Alighieri.

### Verwendung und Verbleib
Sie nahm im Ersten Weltkrieg nur an der Beschießung von Durazzo am 2. Oktober 1918 teil. 1923 erfolgten kleinere Modernisierungen. Am 1. Juli 1928 wurde sie außer Dienst gestellt und abgewrackt.

## Technische Beschreibung

### Abmessungen
Die Dante Alighieri war über alles 168,1 m lang, 26,6 m breit und hatte einen Tiefgang von 9,2 bis 9,7 m. Sie verdrängte konstruktionsmäßig 19.500 ts (1 ts = 1.016 kg), maximal betrug die Verdrängung 21.800 ts. Ihr Schlankheitsgrad betrug etwa 6,2 zu 1. Die Rumpfform war die eines Backdeckers, bei der die Back, der um ein Deck höher liegende Bug, nur relativ kurz, bis auf Höhe der vorderen Schornsteine, nach hinten gezogen war. Sie hatte, wie vor dem Ersten Weltkrieg teils noch üblich, einen Rammbug.

### Antrieb
Die Antriebsanlage bestand aus 3 Parsons-Turbinen, die auf 4 Wellen wirkten. Den Dampf lieferten 16 kohle- und zusätzlich ölbeheizte sowie 7 reine ölbeheizte Kessel. Hiermit war vorgesehen, eine Leistung von 32.200 WPS und eine Geschwindigkeit von 23 kn zu erreichen. Tatsächlich wurden bis zu 35.000 WPS und 24,2 kn erreicht. Die Turbinen waren mittschiffs, zwischen den beiden mittleren Geschütztürmen, installiert. Die Kessel befanden sich vor und hinter diesen Türmen. Der Rauchabzug wurde von vier Schornsteinen, je zwei über jedem Kesselraum, gewährleistet. Standardmäßig belief sich der Treibstoffvorrat auf 700 ts Kohle und 300 ts Öl, maximal konnten 2.400 ts Kohle und 600 ts Öl gebunkert werden. Hiermit war eine maximale Fahrstrecke von 5.000 sm (1 sm = 1,852 km) möglich.
Zur Steuerung waren zwei hintereinander angebrachte Ruder vorhanden.

### Bewaffnung

#### Hauptbewaffnung
Die Hauptbewaffnung bestand aus zwölf 30,5-cm-SK L/46 Modell Vickers-Armstrong. Diese Geschütze konnten 452 kg schwere Granaten bei einer maximalen Rohrerhöhung von 27° bis zu 24 km weit verschießen. Die Kadenz lag bei einem Schuss pro Minute.

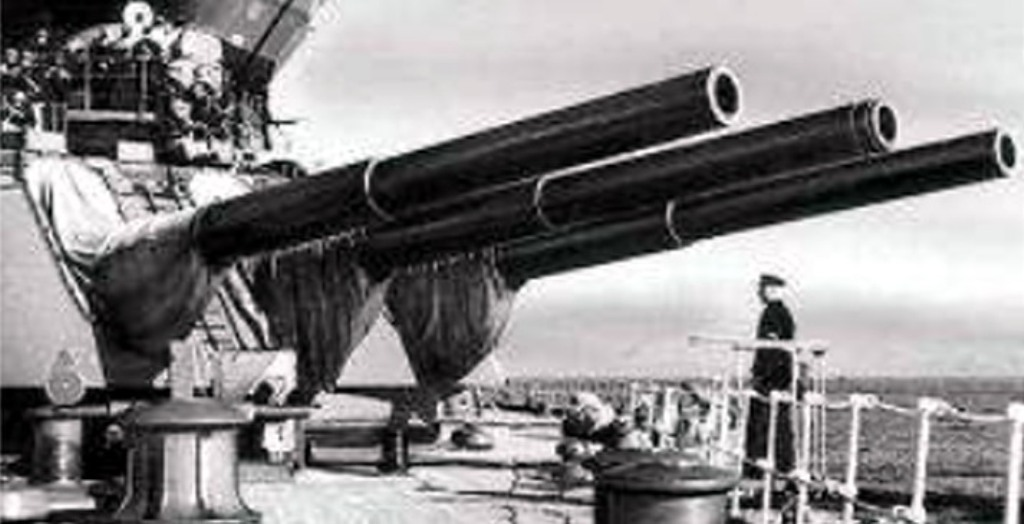
30,5-cm-Drillingsturm der Dante Alighieri

Sie waren erstmals im Schlachtschiffbau in Drillingstürmen untergebracht. Dies ermöglichte es, alle zwölf Geschütze in der Symmetrieachse aufzustellen, wodurch es möglich wurde, für Beschuss über die Breitseiten alle Geschütze einzusetzen. Bei den Schiffen der Nassau-, Helgoland- und Kawachi-Klasse, die ebenfalls über zwölf schwere Geschütze in sechs Zwillingstürmen verfügten, war das nicht möglich. Die Wyoming-, Hyūga- und Fusō-Klasse hatten sechs Zwillingstürme in der Symmetrieachse, die Agincourt sogar sieben, waren dafür aber größer.
Je einer der Türme war auf dem Vor- und dem Achterdeck, zwei zwischen den Aufbauten und Schornsteinen, untergebracht. Somit war Beschuss über Bug und Heck mit drei Geschützen und über die Breitseiten mit 12 möglich. Diese Aufstellung wurde als Cuniberti-Aufstellung bezeichnet.

#### Mittelartillerie

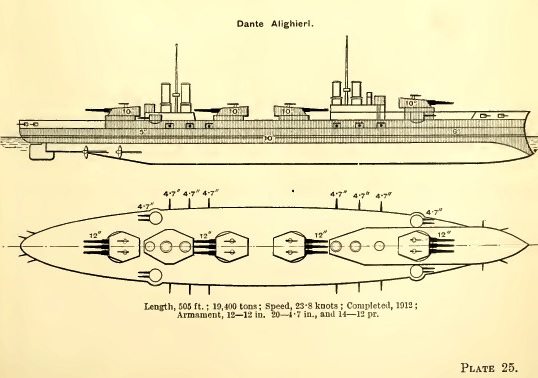
Decks- und Seitenriss der Dante Alighieri

Die Mittelartillerie bestand aus 20 12-cm-SK L/50 Modell Vickers-Armstrong. Diese konnten pro Minute 6 22,1 kg schwere Granaten verschießen. Aufgestellt wurden 8 Geschütze in 4 Zwillingstürmen, je einem auf jeder Seite etwa auf Höhe des vorderen und hinteren Drillingsturms. Sie war das erste Schlachtschiff mit Mittelartillerie in Türmen. Die restlichen 12 Geschütze wurden beidseits in Kasematten auf Höhe der Kesselräume aufgestellt.

#### Torpedobootabwehrartillerie
Zur Abwehr von Torpedobooten waren 16 7,6-cm-SK L/50 vorhanden, die pro Minute 30 5,6 kg schwere Geschosse verschießen konnten. Sie waren offen ohne Schutzschilde auf den Drillingstürmen installiert. Später verringerte sich ihre Anzahl auf 12.

#### Torpedobewaffnung
Es waren drei Torpedorohre für 45-cm-Torpedos, je eines auf jeder Seite und eines am Heck unter der Wasserlinie, installiert.

#### Feuerleitung, Entfernungsmesser etc.
Zwei Masten, je einer zwischen den beiden Schornsteinen der beiden Gruppen, waren zur Beobachtung vorhanden. Für Nachtgefechte waren an den Schornsteinen Scheinwerfer installiert.
Auf den Geschütztürmen der schweren Artillerie und dem achternen Kommandoturm waren Entfernungsmesser eingebaut. Um welche es sich handelte, ist nicht bekannt.
Vermutlich 1923 wurde auf dem vorderen Mast, der verstärkt wurde, ein Beobachtungsstand installiert. Ab 1925 wurde auf dem dritten Drillingsturm ein Wasserflugzeug mitgeführt, das jedoch, da kein Katapult vorhanden war, vermutlich vom Wasser aus startete.
Welche sonstigen Einrichtungen zur Feuerleitung genutzt wurden, ist nicht bekannt.

### Panzerung
Die Panzerung bestand aus drei Komponenten. Erstens war eine Seitenpanzerung zum Schutz vor flach einschlagenden, auf kürzere Entfernung abgeschossenen, Geschossen vorhanden. Diese bestand  aus der Seitenpanzerung etwa auf Höhe der Wasserlinie. Am Bug war er 76 bis 100 mm stark. Im Bereich zwischen dem vorderen und dem hinteren Drillingsturm, dem Bereich der sog. Vitalia, in dem die Einrichtungen, deren Ausfall den Untergang des Schiffes bewirken kann, die Kessel- und Turbinenräume sowie die Munitionskammern, liegen, war er 250 mm stark, unterhalb der Wasserlinie aber nur 170 mm. Nach vorne und hinten wurde er von Panzerquerschotten abgeschlossen, über deren Stärke nichts bekannt ist. Am Heck war er 150 mm stark. Über der schweren 250 mm starken Seitenpanzerung schloss sich ein Zitadellpanzer von 100 mm Stärke, der bis zum Oberdeck reichte, an. Dieser schützte auch die Kasematten der Mittelartillerie.
Zweitens war eine Horizontalpanzerung zum Schutz vor steil einschlagenden, über größere Entfernungen abgeschossenen, Geschossen und Luftbomben vorhanden. Diese bestand aus drei gepanzerten Decks. Das untere war ein 20 mm starkes Panzerdeck, das über die gesamte Schiffslänge und im Bereich der Vitalia über den Kessel- und Turbinenräumen sowie Munitionskammern lief. Seitlich schloss es in nach unten geneigten Böschungen an den unteren Rand des Seitenpanzers an. Darüber lag im Bereich der Vitalia das 30 mm starke obere Panzerdeck. Im gleichen Bereich lag ein Deck höher zusätzlich das 16 mm starke gepanzerte Oberdeck.
Drittens waren einige besonders bedrohte Bereiche oberhalb der Panzerdecks zusätzlich gepanzert. Dies waren einerseits die Kommandotürme. Der vordere war 280 mm, die Röhre, die ihn mit dem oberen Panzerdeck verbindet, 200 mm stark gepanzert. Die Panzerstärke des hinteren Kommandoturms betrug 200 mm, über die Panzerung der Röhre ist nichts bekannt. Andererseits waren die Geschütztürme der schweren Artillerie an den Stirnseiten 250 mm stark gepanzert. Der Schutz der Seiten, Decken und Barbetten ist nicht bekannt. Die Geschütztürme der Mittelartillerie waren 100 m stark gepanzert, über ihre Seiten, Decken und Barbetten ist ebenfalls nichts bekannt.

### Unterwasserschutz
Als Unterwasserschutz waren lediglich Kohlenschutzbunker, keine Torpedolängsschotte, und ein Doppelboden vorhanden.

### Besatzung
Die Besatzung bestand aus 670 Offizieren und Mannschaften.

## Vergleich mit anderen zeitgenössischen Schlachtschiffen und Bewertung
| Eigenschaft                   | Dante Alighieri | Helgoland-Klasse | Neptune          | Florida-Klasse | Kawachi-Klasse | Gangut-Klasse | Orion-Klasse      |
| ----------------------------- | --------------- | ---------------- | ---------------- | -------------- | -------------- | ------------- | ----------------- |
| Nation                        | Italien         | Deutschland      | Großbritannien   | USA            | Japan          | Russland      | Großbritannien    |
| Kiellegung (des Typschiffs)   | 6. Juni 1909    | 19. Oktober 1908 | 19. Oktober 1908 | 9. März 1909   | 1. April 1909  | 3. Juni 1909  | 19. November 1909 |
| Schwere Artillerie            | 12 × 30,5 cm    | 12 × 30,5 cm     | 10 × 30,5 cm     | 10 × 30,5 cm   | 12 × 30,5 cm   | 12 × 30,5 cm  | 10 × 34,3 cm      |
| Max. Gürtelpanzer (mm)        | 250             | 300              | 254              | 279            | 305            | 225           | 305               |
| Geschwindigkeit (Knoten)      | 23 (max. 24,2)  | 20,5             | 21               | 20,75          | 21             | 23            | 21                |
| Konstruktionsverdrängung (ts) | 19.161          | 22.808           | 19.680           | 21.825         | 20.823         | 23.370        | 22.200            |
| Fahrstrecke (sm bei Knoten)   | 4.800/10        | 5.500/10         | 6.330/10         | 5.776/10       | 2.700/10       | 4.000/16      | 6.730/10          |
| Länge über alles              | 168,10 m        | 167,20 m         | 166,42 m         | 158,95 m       | 152,40 m       | 182,90 m      | 177,10 m          |
| Besatzung                     | 920             | 1.113            | 759              | 1.001          | 999            | 1.126         | 752               |

Ein Vergleich der Dante Alighieri mit anderen 1908/1909 begonnenen Schlachtschiffen zeigt, dass ihre Geschwindigkeit sehr hoch, nur mit der russischen Gangut-Klasse und einigen der frühen Schlachtkreuzer zu vergleichen, war. Anzahl und Kaliber der Hauptbewaffnung waren durchschnittlich, die Verdrängung eher niedrig. Die Panzerung war schwach und der fehlende Unterwasserschutz nachteilig, was jedoch auch bei anderen Schlachtschiffen gegeben war. Die Verwendung von Drillingstürmen für die schwere Artillerie und von Geschütztürmen für die Mittelartillerie waren wegweisend und wurden später von allen großen Marinen aufgegriffen. Lediglich Frankreich verwendete nie Drillingstürme, jedoch Vierlingstürme.